# Jóvenes Vengadores
Los Jóvenes Vengadores (en inglés: Young Avengers) es el nombre de dos grupos de superhéroes juveniles de la editorial Marvel Comics. El primer equipo, creado por Allan Heinberg y Jim Cheung, apareció en Young Avengers #1 (abril de 2005),un año más tarde en España.El equipo de los Jóvenes Vengadores presenta numerosos personajes adolescentes que normalmente tienen conexiones con miembros establecidos del principal equipo de superhéroes de Marvel, Los Vengadores.
La serie sigue los acontecimientos de la historia de 2004-2005 «Avengers Disassembled». Los cuatro miembros fundadores del equipo se reúnen como resultado del plan de la Visión para reformar a los Vengadores en caso de que el equipo se disolviera. En la serie, los periódicos se refieren a los jóvenes héroes como «fans adolescentes con superpoderes» y los llaman los «Jóvenes Vengadores», un nombre que al principio no gusta a los miembros del equipo pero que se mantiene.
El primer volumen de la serie ganó en 2006 los premios «GLAAD Media Award for Outstanding Comic Book» y «Harvey Award for Best New Series». En 2014 el segundo volumen volvió a ganar el premio «GLAAD Media Award for Outstanding Comic Book»

## Creación y trayectoria editorial
Los Jóvenes Vengadores nacen como una revisión del mito de Los Vengadores tras su separación en Avengers: Disassembled (Vengadores Desunidos, en España) y la creación de Los Nuevos Vengadores.
El primer volumen creado por Allan Heinberg y Jim Cheung en abril de 2005 consta de 12 números en su versión original estadounidense. En España se publicaron a partir de abril de 2006.
Los personajes aparecieron en una miniserie de 4 números ligada a los eventos de Civil War titulada Civil War: Young Avengers/Runaways (Civil War: Jóvenes Vengadores & Runaways, en España). La serie fue lanzada en julio de 2006 escrita por Zeb Wells con Stefano Caselli como dibujante, aunque contaron con Allan Heinberg y Brian K. Vaughan como sonultores creativos. En España se publicó en un tomo recopilatorio en septiembre de 2007.
En 2008 se publicó la serie Young Avengers Presents (Jóvenes Vengadores Presentan, en España), una miniserie de 6 números cada uno centrado en un miembro del equipo. También se publicarcon tres números vinculados a los hechos de Secret Invasion que volvían a juntar a Los Jóvenes Vengadores y a los Runaways, estos números se títularon Secret Invasion: Runaways/Young Avengers (Invasión Secreta: Jóvenes Vengadores & Runaways en España)
Una miniserie de 5 números relacionada con los eventos de Dark Reign se publicó en 2009. Dark Reign: Young Avengers (Reinado Oscuro: Jóvenes Vengadores, en España) fue escrita por Paul Cornell y dibujada por Mark Brooks.
En septiembre de 2010 protagonizaron la miniserie Avengers: The Children's Crusade (Los Vengadores: La Cruzada de los Niños, en España) escrita por Allan Heinberg e ilustrada por Jim Cheung. En España se publicó en septiembre de 2011.
El segundo volumen de la serie fue lanzado en enero de 2013 como parte de Marvel NOWǃ. Este volumen consta de 15 números escritos por Kieron Gillen e ilustrados por Jamie McKelvie. En España se empezaron a publicar en mayo de 2013. La nueva serie mensual reintroduce a los Jóvenes Vengadores existentes, Wiccan, Hulkling y Ojo de Halcón, además de introducir a Kid Loki, Noh-Varr y América Chávez en el reparto del libro. El sexto número de la serie incluyó la reintroducción de Veloz, antiguo Joven Vengador, y la incorporación de Prodigio, mutante sin poderes, al grupo.

## Biografía ficticia del equipo

### Volumen 1
En «Sidekicks» (números #1-6), las reporteras Jessica Jones (una ex-superheroína adolescente conocida como Jewel) y Kat Farrell  que trabajan para el Daily Bugle, y los héroes Capitán América y Iron Man investigan a un nuevo grupo de héroes adolescentes que la prensa ha decidido llamar «Jóvenes Vengadores». La historia se sitúa en el tiempo entre el arco argumental de «Avengers Disassembled» y el comienzo de Los Nuevos Vengadores. El equipo original fue fundado por Iron Lad, y estaba conformado por Patriota (Eli Bradley; nieto de Isaiah Bradley), Hulkling (Teddy Altman) y Wiccan (William «Billy» Kaplan, hijo de la Bruja Escarlata; a veces llamado Asgardiano), uniéndoseles Ojo de Halcón (Kate Bishop) en el primer número. Eventualmente se unen otros miembros: Estatura (Cassie Lang, hija de Ant-Man), Jonas (el nuevo Visión) y Veloz (gemelo de Wiccan).
En la historia, el equipo de Iron Lad, Patriota, Asgardiano (Wiccan) y Hulkling tienen problemas para actuar como un equipo coordinado, lo que causa que no puedan resolver una toma de rehenes durante la boda de la hija del millonario Derek Bishop, y acaben huyendo. Momentos después llega Cassandra «Cassie» Lang preguntando por el equipo de héroes. La otra hija de Bishop, Kate, le informa de lo que pasó y ambas se dirigen a la vieja mansión de Los Vengadores a pedir ayuda.
Iron Lad llega hasta la mansión donde se encuentra con Iron Man y Capitán América, acompañados por Jessica Jones. Ellos lo presionan y el joven confiesa que es Kang el Conquistador de adolescente que, tras ser visitado por su yo del futuro, decide que no quiere convertirse en un Conquistador y huye al pasado a buscar a Los Vengadores para que lo ayuden, pero al llegar al presente se encontró con que los Vengadores ya no existían, tras los eventos de  de «Avengers Disassembled». Infiltrándose en las bodegas de Stark Industries, Kang encuentra el cuerpo de la Visión y al descargar su programación en su bioarmadura encuentra un programa de emergencia para reclutar una nueva generación de Vengadores. Siguiendo ese programa, Iron Lad reclutó a los Jóvenes Vengadores.
Mientras tanto, llegan a la mansión Cassie, Kate, y los demás Jóvenes Vengadores. Ambos grupos entablan una discusión sobre su derecho a estar allí y Cassie entra en cólera activando sus poderes de crecimiento que ella misma desconocía, para caer inconsciente segundos después. Iron Man acompaña a la joven a la vieja habitación de su padre a por su disfraz, ya que sus ropas se desgarraron durante su crecimiento. 
Iron Man, Capitán América y Jessica discuten en privado si permitir que los jóvenes actúen como superhéroes. Finalmente acuerdan hablar con los padres de los jóvenes, sin embargo son visitados por Kang quien reclama le entreguen a su versión joven para así evitar que se rompa el continuo espacio-tiempo. El trío acepta ayudar a Kang, pero Los Jóvenes Vengadores, incluidas Cassie y Kate, espiaban la conversación y se niegan a dejar a Iron Lad, desatando un combate entre todos en el que Asgardiano deja a los Vengadores inconscientes con un hechizo. La pelea se reanuda, esta vez contra Kang, quien se impone al grupo de adolescentes, hasta que es asesinado por su contraparte más joven por la espalda.
Al ver toda la destrucción que resultó a causa de esto, Iron Lad decide que debe partir al futuro a cumplir con su destino de convertirse en Kang el Conquistador, dejando atrás su bio-traje para poder cerrar el portal temporal. Antes de irse Cassie y Kang comparten un beso romántico de despedida. Al cerrar el portal, la bioarmadura de Kang se reconfigura con la programación de la Visión que Kang joven había descargado, mientras todo vuelve a la normalidad. Días más tarde los jóvenes, reunidos en su identidad civil, discuten sobre la prohibición que les impusieron Iron Man y el Capitán América de volver a ser héroes. Kate los persuade para desobedecer y les muestra sus nuevos trajes, que ella mandó hacer, además de enseñarles su propia «base», un viejo almacén propiedad del padre de Bishop. Asgardiano cambia su nombre a Wiccan y Cassie adopta el de «Ant-Girl». Todos finalmente aceptan, acordando mantenerse como Los Jóvenes Vengadores.
En «Secret Identities» (números 7-8), los Jóvenes Vengadores deciden no contarle a sus padres sus actuaciones como superhéroes. Durante una batalla contra Mr. Hyde, Wiccan descubre que Patriota está abusando de la «HCM» (hormona de crecimiento mutante), una droga que da de manera temporal poderes a los humanos corrientes. Patriota confiesa que engañó a Iron Lad para que lo incluyerá en el equipo cuando éste acudió a su casa buscando a su tío Josiah. Aborchonado abandona el equipo.
Jessica Jones entrevista a los jóvenes para conocer algo más de sus pasados. Cassie Lang (Estatura/Ant-Girl) discutía a menudo con su madre y el novio de esta tras la muerte de su padre, y tenía planeado unirse a los Runaways antes de conocer a los Jóvenes Vengadores. Teddy Altman (Hulkling) abusó de su poder cambiaformas para salir con el chico más popular de su escuela. Billy Kaplan (Wiccan) tuvo problemas debido a su homosexualidad, hasta que conoció a la Bruja Escarlata (de hecho, su madre), quien le dijo que ser diferente no era algo malo. Kate Bishop fue atracada en un parque, desde ese momento entrenó para aprender a defenderse. Eli Bradley (Patriota) empezó a tomar «HCM» (hormona de crecimiento mutante) para defender el nombre de su abuelo (el Capitán América negro) de unos matones.
K'Lrt, un Super-Skrull, secuestra a Hulkling para devolverlo a su mundo natal. Durante el secuestro mata a la madre de Teddy, desvelándo que es una skrull y no su madre biológica. K'Lrt cuenta a Teddy que es el hijo del Kree Capitán Marvel y de la princesa Skrull Anelle. Los Jóvenes Vengadores quieren rescatar a Teddy y Visión utiliza su programa para buscar a nuevos Vengadores, localizando a Thomas Shepherd en una cárcel para superhumanos. Cuando los Jóvenes Vengadores junto a Thomas localizan a K'Lrt, este les dice que Tommy y Billy son los hijos perdidos de la Bruja Escarlata y Visión. Fuerzas de combate Skrull y Kree llegan a la tierra para reclamar a Teddy, pues es el único híbrido Kree-Skrull conocido y ambas razas quieren estudiarlo. Los Vengadores intervienen y un guerrero Kree dispara al Capitán América pero Patriota se pone en medio y resulta herido de gravedad. Al final, K'Lrt se pone del lado de Teddy revelando que prometió a su madre, la princesa Anelle, que le protegería y que mantener a Teddy en la Tierra, alejado de las manipulaciones de los Kree y de los Skrull, es la mejor opción. Deciden adoptar cada uno la forma del otro, así K'Lrt, disfrazado como Hulkling se va al espacio acordando una custodia compartida entre ambas razas.
Patriota entre tanto está en un hospital herido de gravedad, y su abuelo dona su sangre para que le hagan una transfusión, lo que le concede superpoderes. El Capitán América pide a los Jóvenes Vengadores que cesen sus actividades, pero Kate le recrimina que sus errores se deben a que ellos se negaron a entrenarlos. Más tarde, en la mansión de los Vengadores los chicos se reúnen y el Capitán América accede a que reciban entrenamiento por parte de Los Vengadores y entrega a Kate el arco y carcaj de Ojo de Halcón, y ella decide tomar el nombre «Ojo de Halcón» como su alias superheroico. Por su parte, Tommy decide llamarse a sí mismo «Veloz».

### Civil War
Durante el crossover Civil War los miembros de los Jóvenes Vengadores son capturados por S.H.I.E.L.D. por no cumplir el «acta de registro de superhumanos», pero el Capitán América y Falcon les ayudan a escapar. Los Jóvenes Vengadores se unen a la resistencia y acuden a una trampa orquestada por Iron Man. Durante la batalla, Wiccan y Cloak son noqueados con tranquilizantes, el equipo pro-registro va ganando la batalla y sus compañerosn huyen dejando a Wiccan atrás.
Ragnarok, un cíborg clon de Thor, mata a Goliath, hecho que hace que Estatura decida abandonar la resistencia y unirse a los héroes registrados con quienes comienza a recibir entrenamiento.
Deadpool, que trabaja como cazador de héroes no registrados, comenta en varias ocasiones que le gustaría capturar a «los novatos de los Jóvenes Vengadores».
Cuando el Capitán América se rinde, a los Jóvenes Vengadores se les ofrece amnistía si se registran. Wiccan, Hulkling y Visión aceptan y comienza a entrenar en el Campamento Hammond. Ojo de Halcón, Patriota y Veloz huyen sin registrarse.

### Civil War: Young Avengers/Runaways
Durante una batalla de los Runaways contra S.H.I.E.L.D., Victor Mancha es herido. Los Jóvenes Vengadores ven la noticia de la batalla en televisión y Visión sufre una convulsión. Los jóvenes roban un Quinjet y utilizan la magia de Wiccan para localizar a los Runaways. Cuando llegan, Molly les ataca creyendo que trabajan para S.H.I.E.L.D., pero una vez aclaran el error entran en la base de los Runaways. Cuando Visión y Victor están cerca ambos tienen convulsiones. Visión cree que se debe al hecho de que ambos han sido creados por Ultron.
Mientras los Jóvenes Vengadores y los Runaways están juntos, Noh-Varr, un Kree de un realidad alternativa al que le han lavado el cerebro, es enviado por S.H.I.E.L.D. para capturar a los Runaways. Noh-Varr pelea contra ellos y consigue capturar a Wiccan, Hulkling, Karolina y Xavin y los lleva a "El Cubo" una prisión de máxima seguridad para superhumanos. Durante la pelea un brazo de Visión se queda atrapado en fase en el torso de Noh-Varr. En la prisión los guardias intentan diseccionar sin éxito a Hulkling y Xavin. 
Los miembros que quedan de ambos equipos acuden a la prisión a rescatar a sus amigos. Víctor se da cuenta de que el brazo de Visión empieza a afectar a la mente de Noh-Varr y se lanza contra él para hacer que convulse, con ello Visión logra borrar el lavado de cerebro de Noh-varr y recuperar su brazo. Ambos equipos escapan de la prisión y toman caminos separados.

### Young Avengers Presents
En Young Avengers Presents (Jóvenes Vengadores Presentan, en España):
- Bucky visita al abuelo de Patriota y el joven aprovecha para comentarle que está perdiendo la fe en el país, pero Bucky lo vuelve a inspirar.[21]
- Mar-Vell aparece en el presente a través de una brecha en el tiempo. Hulkling le cuenta que es su hijo, lo que sorprende a Mar-Vell que acaba diciéndole que se siente orgulloso de él, aunque no puedan pasar mucho tiempo juntos, pues ha de volver a su época. Más tarde sabremos que este Mar-Vell es realidad un soldado durmiente skrull utilizado en la Invasión Secreta.[22]
- Wiccan y Veloz empiezan a buscar a la desaparecida Bruja Escarlata, pues están seguro que es su madre biológica. En el hogar que compartiera con Visión en Leonia (Nueva Jersey) se cruzan con Master Pandemonium que les aconseja que abandonen su búsqueda.[23]
- Visión le confiesa a Cassie que tras "Civil War" estuvo viajando por el mundo adoptando la identidad de diferentes humanos, para así entender que es un "ser" en sí mismo y no los recuerdos de Iron Lad en la armadura "Visión". Confiesa así sus propios sentimientos de amor hacía Cassie y que no quiere que le siga llamando "Jonas".[24]
- Cassie se siente culpable por haber perdido a su padre mientras detenía a un villano. Abrumada por las responsabilidades que conlleva formar parte de los Jóvenes Vengadores y de la "Iniciativa de los 50 estados" su padrastro la tranquiliza, pues como policía entiende los riesgos de su "profesión"[25]
- Kate Bishop se siente incomoda con la rivalidad que mantiene con Patriota. En una visita a la Mansión de los Vengadores se encuentra con Clint Barton, el Ojo de Halcón original quien la anima a seguir como Ojo de Halcón y como colíder de los Jóvenes Vengadores.[26]

### Secret Invasion
Antes de que Xavin se uniese a los Runaways, fue entrenado por el comandante Chrell, mano derecha de la futura reina Veranke. Mientras los Runaways están paseando por Nueva York, enseñándole a Klara Prast como ha cambiado la ciudad desde sus tiempos, una nave de guerra Skrull aparece en el cielo. Xavin reacciona rápidamente envolviendo a sus amigos en un campo de fuerza y alejándolos del lugar. Poco después Nico Minoru discute con Xavin y le obliga a marcharse de la nave Rana saltarina
Los Jóvenes Vengadores acuden a Times Square a detener a los skrull invasores y el comandante Chrell se da cuenta de que Hulkling es Dorrek VIII y podría reclamar el trono a Veranke. El comandante y su tropas atacan a Los Jóvenes Vengadores que se ven superados por ellos. Xavin aparece justo a tiempo para rescatar a Hulkling y llevarlo a las alcantarillas donde tres super-skrulls les atacan hasta que llegan Wiccan y Veloz y consiguen escapar.
Nico y Karolina discuten por el modo en que Nico ha tratado a Xavin. Durante la discusión ven la batalla por televisión donde a Visión le disparan en la cabeza y Nico comprende que Xavin quería protegerles.
Más super-skrull atacan a Xavin, Hulkling, Wiccan y Veloz. Cuando están a punto de vencerles llega Chrell quien ha tomado como rehenes a Nico, Victor, Chase y Karolina. Klara, Molly y el dinosaurio Compasión también están en la batalla pero casi derrotadas. Chrell propone a Xavin que mate a Hulkling y le permitirá a él y a Karolina que escapen de la Tierra y puedan vivir juntos. Klara se pone nerviosa y hace crecer un árbol que tumba a Chrell, ocasión que Karolina aprovecha para atacarle, Xavin se une a ella y consiguen derrotarle. Hulkling le dice a Nico que los Jóvenes Vengadores deben volver a la batalla junto con los miembros de la "Iniciativa de los 50 estados", pero le pide que los Runaways no les acompañen y se queden en la reserva para poder volver a salvarles si es necesario.

### Dark Reign
Durante los hechos de Dark Reign, los miembros de varios grupos de superhéroes son sustituidos por villanos. Un nuevo grupo de Jóvenes Vengadores se presenta en público, ellos son: Encantadora, Ejecutor, Coat of Arms, Egghead, Big Zero y Melter. Cuando los auténticos Jóvenes Vengadores se enteran de su existencia se enfrentan a ellos y les ofrecen entrevistarles para aceptarles en su equipo, pero acaban solo aceptando a Encantadora y Coat of Armas. Descontentos por la deicisión deciden formar un nuevo equipo llamado Jóvenes maestros del mal y Ejecutor se pone en contancto con Norman Osborn para que cuente con ellos.
Más tarde los Jóvenes Vengadores se enfrenan a los Vengadores Oscuros y los Jóvenes maestros del mal quienes empiezan a dudar de su posición y algunos de ellos cambian de bando y ayudan a los Jóvenes Vengadores a ganar la batalla.

### Siege
Durante el asedio que sufrió Asgard, el Capitán América llamó a los Jóvenes Vengadores para que se unieran a ayudar a defender Asgard de los Vengadores oscuros y demás aliados de Norman Osborn.
Estatura y Visión hacen equipo con Amadeus Cho y U.S. Agente a detener a los Thunderbolts que intentan robar la lanza de Odín. Patriota y Kate Bishop quedan atrapados bajo las ruinas de Asgard, Veloz los busca al tiempo que va rescatando asgardianos heridos. Wiccan y Hulkling se enfrentan a la Brigada de demolición, que están saqueando la sala de tesoros, Wiccan derrota a todos los enemigos con una lluvia de relámpagos que deja sorprendido a Hulkling.

### Avengers: The Children's Crusade
Los Jóvenes Vengadores siguen buscando a la Bruja Escarlata (Wanda Maximoff) para averiguar si es la madre de Wiccan y Veloz. Magneto se presenta ante ellos manifestando que quiere ser su abuelo y ayudarles a buscar a Wanda. Los Vengadores interrumpen con la intención de impedir a Magneto que encuentra a Wanda, pero Wiccan le telporta junto a los Jóvenes Vengadores a la montaña Wundagore, donde Wanda fue vista por última vez por Bestia, quien comprobó que sufrió una amnesia y no quien era.
En la montaña Wundagore también se encuentra Quicksilver, que intenta matar a su padre. Más tarde descubren que la Wanda de Wundagore es un muertebot disfrazado, lo que hace que Magneto y los Jóvenes Vengadores viajen a Latveria con Quicksilver y el Hombre Maravilla siguiéndolos de cerca.
Wiccan localiza a la verdadera Wanda desprovista de sus poderes, amnésica y prometida al Doctor Doom. Wolverine intenta matarla pero Iron Lad aparece para impedírselo.
Iron Land y los Jóvenes Vengadores escapan con Wanda a través del tiempo llegando al momento en que el resucitado Jack de corazones destruye la Mansión de los Vengadores. El equipo escapa de la explosión e involuntariamente regresa al presente, donde inexplicablemente Scott Lang ha resucitado.
Wanda ha recuperado su memoria, pero se siente abrumada de ser la responsable de lo ocurrido durante House of M, pero Wiccan le aclara que su padre y hermanos siguen vivos y que él y Veloz son las reencarnaciones de sus hijos. En ese momento Bestia y Jessica Jones llegan a la mansión, Bestia le pide a Wanda que revierta el hechizo "No más mutantes", ella no está segura de que pueda hacerlo pero acepta intentarlo. El grupo se reúne con Investigaciones X-Factor que tienen muchos clientes ex-mutantes, Rictor se ofrece voluntario y Wanda consigue devolverle sus poderes.
Sin embargo, los Vengadores y los X-Men llegan y discuten sobre que hacer con Wanda. Los Jóvenes Vengadores y Wanda huyen al castillo del Doctor Doom, donde descubren que hace algún tiempo Wanda acudió al Doctor Muerte para que le ayudara a resucitar a sus hijos. Ambos combinaron sus poderes para conectar con la "Fuerza vital" (una energía mágica muy poderosa) pero fue demasiado y poseyó a Wanda, lo que explica el aumento de sus poderes en los últimos tiempos. Con la ayuda del Doctor Doom y Wiccan, Wanda recurre a la "Fuerza vital" en su interior para restaurar los poderes de los mutantes. Durante el hechizo Patriota les detiene, está preocupado por lo que pueda ocurrir si un mutante peligroso recupera sus poderes de repente. Debido a la interrupción la "Fuerza vital" es transferida de Wanda al Doctor Doom, otorgándole unos poderes casi divinos, con lo que consigue curar sus cicatrices y modificar su armadura, ahora sin máscara.
El nuevo Doctor Doom quiere utilizar sus poderes para hacer el bien y se ofrece a resolver los problemas de los Vengadores y los X-Men y resucitar a sus amigos fallecidos, pero ambos grupos lo rechazan y se enfrentan a él junto con los Jóvenes Vengadores y X-Factor. Wiccan y Wanda consiguen liberar la "Fuerza vital" que abandona el cuerpo del Doctor Doom, que confiesa que estuvo manipulando a Wanda durante lo ocurrido en "Vengadoes desunidos" y "House of M" para conseguir el poder de la "Fuerza Vital". Estatura ataca a Doom quien la hiere de gravedad con un rayo y escapa.
Tras la batalla, Estatura acaba muriendo. Iron Lad propone salvarla llevándosela atrás en el tiempo. Visión se niega y ataca a Iron Lad pero al entrar en contacto es destruido (esta versión de Visión está construida con una armadura de Iron Lad). Wiccan advierte a Iron Lad que está a punto de convertirse en Kang el conquistador, pero él le ignora y se marcha con el cuerpo de la fallecida Estatura. Por otro lado, Cíclope acepta no vengarse de Wanda pero la declara non-grata entre los mutantes. Wanda rechaza volver con los Vengadores y decide marcharse sola. Poco después los Jóvenes Vengadores deciden disolverse a pesar de la oposición de Veloz.
Tiempo después, Wiccan se encuentra deprimido y Hulkling intenta que hable con algún superhéroe, pero él se niega. Wiccan cree que Hulkling está a punto de romper su relación, pero este le propone matrimonio, Wiccan acepta y se besan, pero son interrumpidos por Ms. Marvel que les pida que se pongan su uniforme y acudan a la mansión de los vengadores. Allí se encuentran con el resto de Jóvenes Vengadores y varios Vengadores que les nombran miembros de los Vengadores de pleno derecho.

### Volumen 2
Loki, que ahora se encuentra en el cuerpo de un niño, vigila a Wiccan, pues sabe que está destinado a convertirse en un poderoso mago llamado Demiurgo. Tras una pelea con Hulkling, Wiccan busca en el multiverso una realidad en la que la madre de Hulkling siga viva y traerla para que se reúna con su hijo, pero accidentalmente trae a un parásito interdimensional llamado Madre, que se hacía pasar por la madre de Hulkling.
Madre ataca a Wiccan y Hulkling, que son rescatados por Loki. Pronto se les unen América Chávez, Noh-Varr y Kate Bishop. Madre, que puede controlar a los adultos, les acorrala en Central Park y Loki convence a Wiccan para que le transfiera sus poderes y con sus conocimientos de magia resolverá la situación, pero una vez Wiccan lo hace, Loki desaparece. Tras una conversación consigo mismo, Loki vuelve y les salva, pero les explica que no pueden volver con sus padres o Madre les volverá a encontrar, así que el grupo decide viajar por el universo en la nave de Noh-Varr.
Durante los siguientes tres meses, Loki enseña magia a Wiccan para ganarse su confianza. Prodigio se une a ellos y les informa que Veloz ha sido raptado por una criatura vestida como Patriota. Los Jóvenes Vengadores siguen a la criatura por el multiverso y acaban en la dimensión de Madre.  Usando diferentes versiones de sí mismos, traídas desde otras dimensiones, como distracción consiguen escapar. Estando a solas Prodigio besa a Hulkling, pero este le rechaza diciéndole que ama a Wiccan, Prodigio le plantea que su amor puede ser causado por los poderes de manipulación de Wiccan. Hulkling abandona al grupo sin dar explicaciones.
Hulkling busca ayuda en Leah, que ha reunido un grupo de jóvenes héroes: Nulificador supremo, Oubliette Midas (exnovia de Noh-Varr), la entidad con aspecto de Patriota, Annie (humana exnovia de Noh-Varr) y Merree (guerrera Kree y exnovia de Noh-Varr) y que ahora ayudan a Madre. Leah convence a Wiccan para que regrese a Nueva York lo que permite a Madre regresar también. Wiccan todavía no tiene la suficiente magia para derrotar a Madre y Loki sugiere que si fuera más adulto él podría derrotarla. Wiccan transforma a Loki de niño a joven, pero a pesar del cambio no recupera los poderes que tenía de adulto. Loki entonces comienza un hechizo para convertir temporalmente a Wiccan en el Demiurgo. Mientras, Prodigio ha llamado a muchos héroes adolescentes para que acudan a luchar contra Madre, si acudieran los adultos ella podría controlarlos.
Durante la batalla se revela que Leah y su grupo son manifestaciones mágicas creadas inconscientemente por Loki, que se siente culpable por haber matado a su yo más joven, y son la razón de su falta de poder. Loki confiesa sus crímenes y esto hace que Leah y su equipo desaparezca, poco después el huye. Wiccan y Hulkling se reúnen de nuevo y reconcilian, lo que permite a Wiccan convertirse en el Demiurgo y derrotar a Madre.
Para celebrar la derrota de Madre, los Jóvenes Vengadores organizan una fiesta de fin de año a la que acuden muchos de los héroes adolescentes que les ayudaron. Durante la fiesta la entidad con aspecto de Patriota vuelve a aparecer delante de Prodigio y este deduce que se trata de una versión del futuro de alguien que quiere asegurarse que los acontecimientos que llevan a su futuro se cumplan, incluso que podría tratarse de su propia versión futura. La entidad empieza a desaparecer, pero Prodigio le exige que traiga de vuelta a Veloz, Prodigio y la criatura se dan un beso y al desaparecer del todo aparece Veloz.

## Personajes
| Personaje           | Nombre real              | Se une al equipo en  | Notas |
| ------------------- | ------------------------ | -------------------- | --- |
| Wiccan              | William "Billy" Maximoff | Young Avengers #1    | Conocido originalmente como “Asgardiano”, utiliza la magia para volar, generar rayos o diversos hechizos si se concentra lo suficiente. Es la reencarnación de uno de los hijos de la Bruja Escarlata y Visión, hermano mellizo de Veloz. |
| Ojo de Halcón       | Kate Bishop              | Young Avengers #1    | Hija del millonario Derek Bishop, Kate es experta en el tiro con arco y esgrima. Se unió a los Jóvenes Vengadores cuando un grupo de secuestradores irrumpieron en la boda de su hermana y los héroes intentaron rescatarlas. Adoptó el nombre de Ojo de halcón con la bendición del Capitán América, que le entregó el arco y carcaj de Clint Barton, en un momento en el que este estuvo muerto. |
| Estatura            | Cassandra "Cassie" Lang  | Young Avengers #2    | Es la hija de Scott Lang, el segundo Hombre Hormiga, Ella tiene los poderes de cambio de tamaño del hombre hormiga ya que, de pequeña, le robaba a su padre dosis de partículas Pym que, con el tiempo, fueron asimiladas por su ADN. Pensaba unirse a los Runaways antes de conocer la existencia de los Jóvenes Vengadores. Ha sido también miembro de la "Iniciativa de los 50 estados y Los Poderosos Vengadores. Fue asesinada por el Doctor Doom en Avengers: The Children's Crusade #8 y resucitada también por Doom en Avengers World #16 (Vengadores Mundiales en España). |
| Veloz               | Thomas "Tommy" Maximoff  | Young Avengers #10   | Fue rescatado por Visión de un centro de detención juvenil para que ayudara a Hulkling. Es la reencarnación de uno de los hijos de la Bruja Escarlata y Visión, hermano mellizo de Wiccan. En Young Avengers Vol. 2 #6, es secuestrado por una entiedad con el aspecto de Patriota. |
| Patriota            | Elijah "Eli" Bradley     | Young Avengers #1    | Es el nieto del Capitán América negro Isaiah Bradley. Originalmente tomaba en secreto HCM (hormona de crecimiento mutante)para tener fuerza y resistencia sobrehumanas, más tarde las consigue a través de una transfusión de sangre de su abuelo. Su traje está inspirado en el de Bucky Barnes. Abandona el equipo en Avengers: The Children's Crusade #9. |
| Miss América Chávez | América Chávez           | Young Avengers v2 #1 | Miss América fue criada por sus dos madres en el Paralelo Utópico, una dimensión fuera del tiempo; Debido a su constante proximidad al Demiurgo, tiene fuerza, velocidad y resistencia sobrehumanas, así como la capacidad de volar y viajar entre dimensiones. Se une al equipo para proteger a Wiccan de las maquinaciones de Loki |
| Iron Lad            | Nathaniel Richards       | Young Avengers #1    | Se trata de la versión adolescente de Kang el Conquistador, que fue visitado por el mismo y le enseñó las cosas que haría y el tipo de hombre que sería. Negándose a este futuro, el joven Kang huye al pasado en busca de los Vengadores, pero al descubrir que estos se separaron, decide formar un nuevo grupo de héroes utilizando la información que extrajo de la programación de la Visión. Porta una armadura, de aspecto similar a la de Iron Man, que controla mentalmente.                                                                                               |
| Hulkling            | Theodore "Teddy" Altman  | Young Avengers #1    | Es un metamorfo con superfuerza y poderes de curación, con parecido físico a Hulk. Es el hijo del guerro kree Mar-Vell y la princesa skrull Anelle, siendo el único híbrido Kree-Skrull conocido. |
| Visión              | Jonas                    | Young Avengers #9    | Se trata de la programación de Visión en la armadura de Iron Lad y con parte de sus recuerdos y personalidad. También formó parte de Los Poderosos Vengadores. Fue asesinado por Iron Lad en Avengers: The Children's Crusade #9 |
| Kid Loki            | Loki Laufeyson           | Young Avengers v2 #1 | Príncipe asgardiano, hermano adoptivo de Thor. Tras su última reencarnación quedó atrapado en el cuerpo de un niño y con sus poderes mermados. Los Jóvenes Vengadores los aceptan en su equipo aunque no acaban de fiarse de él. |
| Marvel Boy          | Noh-Varr                 | Young Avengers v2 #1 | Noh-Varr es un Kree (aunque de otro universo) que ha sido mejorado con ADN de insectos. Tiene una nave espacial. |
| Prodigio            | David Alleyne            | Young Avengers v2 #6 | Antiguo X-Men que perdió sus poderes en el "Día M", pero conserva muchos conocimientos adquiridos por sus poderes. Trabajaba en una fábrica junto a Veloz. Cuando secuestraron a Veloz acudió a los Jóvenes Vengadores en busca de ayuda y se unió a ellos. |

## En otros medios

### Universo cinematográfico de Marvel
Tras las presentaciones individuales de varios miembros de los Jóvenes Vengadores de los cómics del Universo cinematográfico de Marvel (UCM), los medios de comunicación especularon que Marvel Studios se estaba preparando para una película o serie en equipo basada en los Jóvenes Vengadores.Hablando sobre la posibilidad de esto, el presidente de Marvel Studios, Kevin Feige, dijo que con la introducción de los nuevos personajes en la Fase Cuatro, "el potencial [era] infinito".Elizabeth Olsen, quien interpreta a Wanda Maximoff en la franquicia, declaró que "no tenía idea" de ningún plan para tal proyecto, aunque creía que "podría ser una posibilidad".
La idea de unos Jóvenes Vengadores se mencionó por primera vez al final de The Marvels (2023), donde Kamala Khan (Iman Vellani) se encuentra con Kate Bishop (Hailee Steinfeld) y habla con ella sobre el reclutamiento de héroes como Cassie Lang (Kathryn Newton), para formar un equipo.
Los miembros adicionales de los Jóvenes Vengadores en los cómics que aparecieron y se introdujeron en el MCU incluyen:
- Billy y Tommy Maximoff, interpretados respectivamente por Julian Hilliard y Jett Klyne en la serie de televisión WandaVision (2021) y como sus homólogos de Tierra-838 en la película Doctor Strange en el multiverso de la locura (2022).[56][57]
  - El yo reencarnado de Billy, Billy Kaplan, es interpretado por Joe Locke en la serie Agatha All Along (2024).[58]
- Elijah Bradley, interpretado por Elijah Richardson en tres episodios de la serie de televisión The Falcon and the Winter Soldier (2021).[56]
- América Chávez, interpretada por Xochitl Gomez en Doctor Strange en el multiverso de la locura.[56]

Aparte de Ms. Marvel, también se habla de otros candidatos a miembros que nunca han formado parte del equipo de los cómics: cómo Spider-Man y Black Panther.

### Videojuegos
- Los Jóvenes Vengadores aparecen como personajes jugables desbloqueables en Lego Marvel Vengadores. Los miembros destacados son Kate Bishop, Hulking, Wiccan, Veloz y América Chavez.[60]